# La Péniche de l'amour
Pour plus de détails, voir Fiche technique et Distribution.
La Péniche de l'amour (Moontide) est un film américain réalisé par Archie Mayo en 1942.

## Synopsis
Bobo vit sur une péniche et vend des appâts à poissons. Tiny, un parasite qui le fait chanter depuis que Bobo est persuadé d'avoir étranglé un homme quelques années plus tôt, lui apprend que le vieux Pop Kelly a été tué par strangulation dans le bar même où il se trouvait la veille au soir, mais Bobo ne se souvient de rien et doute de son innocence. Peu après, sur la plage, il sauve Anna, une jeune fille qui voulait se suicider et la ramène sur la péniche. Ils tombent amoureux et bientôt décident de se marier. Le jour du mariage, Bobo est appelé par le docteur Brothers pour une réparation de son canot à moteur. Pendant cette absence, Tiny, qui n'avait pas été invité, surgit devant Anna et cherche à la violer. Elle s'évanouit. La croyant morte, Tiny tente de se débarrasser de son corps en la jetant dans le réservoir d'appâts puis il s'enfuit. À son retour, Bobo transporte Anna à l'hôpital et part à la recherche de Tiny. Ils se rencontrent sur la digue. Tiny tombe à la mer et se noie. Anna bientôt guérie revient à la péniche remise à neuf.

## Fiche technique
- Réalisation : Archie Mayo, commencé par Fritz Lang pendant 4 jours
- Scénario : D'après le roman de Willard Robertson
- Adaptation : John O'Hara, Nunnally Johnson
- Dialogues : John O'Hara
- Direction artistique : Richard Day, James Basevi
- Images : Charles G. Clarke (crédité Charles Clarke), Lucien Ballard
- Décors : Thomas Little
- Musique : Cyril J. Mockridge, David Buttolph
- Montage : William Reynolds
- Costumes : Gwen Wakeling
- Maquillage : Guy Pearce
- Son : Eugène Groosman, Roger Heman
- Production : Twenty Century Fox
- Distribution : Twenty Century Fox
- Directeur de production : Mark Hellinger
- Durée : 95 minutes
- Genre : Drame
- Dates de sortie en salles : 
  - États-Unis : 29 avril 1942 (New York City, New York), 29 mai 1942, 25 mai 1942 (Source Musée Jean Gabin à Mériel)
  - France : 25 octobre 1944

## Distribution
- Jean Gabin : Bobo, l'aventurier
- Ida Lupino : Anna, la maîtresse de Bobo
- Claude Rains : Nutsy, un ami de Bobo
- Jerome Cowan : le docteur Brothers
- Thomas Mitchell : Tiny, le maître chanteur
- Helene Reynolds : une passagère du bateau
- Victor Sen Yung : Takéo, le chinois
- Chester Gan : Hirota
- Robin Raymond : Mildred
- Ralph Byrd : le père Price
- William Halligan : le barman
- Arthur Aylesworth : Pop Kelly, la victime
- John Kelly : Mac
- Tully Marshall : M. Simpson
- Vera Lewis : Mme Simpson
- Arthur Hohl : Jennings
- Ralph Dunn : un policier
- Tom Dugan : le premier serveur (scènes supprimées)
- Gertrude Astor : une femme
- Bruce Edwards : un homme
- William Forrest : un serveur au bar
- Roscanne Murray : une fille sur la plage
- Marion Rosamond : une fille sur la plage
- Max Wagner : le poissonnier
- Paul E. Burns : le magasinier
- Forrest Dillon : un policier du port
- Tommy Mack : un serveur
- Pat Mac Kee : un agresseur au bar
- Constantine Romanoff : un pilier de bar
- Harry Semels : un serveur
- Charles Tannen : la voix de radio Broadcaster

## Tournage et sortie
Au départ, c'est Fritz Lang qui est choisi pour réaliser le film ; Salvador Dali doit également concevoir une séquence de cauchemar. Cependant, Fritz Lang donne sa démission, jugeant le tournage impossible à cause de Marlène Dietrich, compagne de Jean Gabin, qui n'aurait pas supporté que son compagnon soit dirigé par son ex. Dans ses Mémoires, Marlène Dietrich parlera de Moontide comme d'« un film ridicule dont j'ai oublié le titre ». Le nouveau réalisateur est Archie Mayo, qui écarte Dali après avoir vu ses croquis préparatoires (il prévoyait des têtes de mort à bouches vaginales avec des yeux en forme de ruches butinées par des abeilles).
L'avant-première se tient à Broadway (New York), au cinéma Rivoli, le 29 avril 1942. Les places, vendues 2,20 dollars, sont destinées à soutenir l'effort de guerre américain. Il s'agit également d'une soirée « d'hommage et de bienvenue à Jean Gabin pour sa première production américaine », la Fox (qui produit le film) ayant par ailleurs centré sa campagne marketing autour de l'acteur. Les critiques sont réservés sur le film mais la prestation de Jean Gabin est saluée : « Les exploitants ont trouvé une mine d’or avec ce Gabin » (The Film Daily), « Parions que Gabin va devenir une star encore plus importante à Hollywood qu'il ne l'était en France » (The Hollywood Reporter), « Vous aurez l'impression que cette production est entièrement conçue pour le mettre en valeur. Et vous n'aurez pas tout à fait tort » (The New York Times). La réception publique du film est toutefois jugée tiède.